# Niklas Liederer
Niklas Liederer (* 22. September 1991) ist ein ehemaliger österreichischer Skilangläufer.

## Werdegang
Liederer, der für den WSV Ramsau am Dachstein startete, lief im Januar 2010 in Oberwiesenthal sein erstes Rennen im Skilanglauf-Alpencup und belegte dabei den 81. Platz im Sprint. Bei den Nordischen Junioren-Skiweltmeisterschaften 2010 in Hinterzarten errang er den 58. Platz im Skiathlon. Im folgenden Jahr kam er bei den Nordischen Junioren-Skiweltmeisterschaften 2011 in Otepää auf den 32. Platz im Skiathlon und auf den sechsten Platz mit der Staffel. Bei den österreichischen Meisterschaften 2013 in Obertilliach wurde er Meister mit der Staffel. Im Januar 2015 lief er in Otepää seine ersten Weltcuprennen und belegte dabei den 66. Platz im Sprint sowie den 24. Rang im Teamsprint. Im selben Monat erreichte er in Oberwiesenthal mit dem neunten Platz über 15 km klassisch seine erste Top-Zehn-Platzierung im Alpencup. Nach Platz acht in der Saison 2016/17 beim Alpencup in Goms und in Zwiesel jeweils im Sprint, trat er bei den Nordischen Skiweltmeisterschaften 2017 in Lahti an. Dort errang er den 79. Platz im Sprint und den 53. Platz über 15 km klassisch. Im Januar 2018 startete er in Seefeld in Tirol letztmals im Weltcup, wobei er den 87. Platz im Sprint errang.

## Medaillen bei nationalen Meisterschaften
- 2011: Silber über 10 km, Silber mit der Staffel
- 2012: Bronze über 30 km, Bronze mit der Staffel
- 2013: Gold mit der Staffel
- 2014: Silber mit der Staffel, Bronze in der Verfolgung, Bronze über 9 km Skiroller
- 2016: Bronze im Sprint